# Prospalta albinotata
Prospalta albinotata là một loài bướm đêm trong họ Noctuidae.